# Savannah Challenger 2009
Il Savannah Challenger 2009, noto anche come Tail Savannah Challenger, è stato un torneo professionistico di tennis maschile giocato sulla terra verde, che faceva parte dell'ATP Challenger Tour 2009. Si è giocato a Savannah negli USA dal 4 al 10 maggio 2009.

## Partecipanti

### Teste di serie
| Nazionalità | Giocatore        | Ranking* | Testa di serie |
| ----------- | ---------------- | -------- | -------------- |
| Stati Uniti | Kevin Kim        | 104      | 1              |
| Stati Uniti | Vince Spadea     | 110      | 2              |
| Stati Uniti | John Isner       | 113      | 3              |
| Stati Uniti | Jesse Levine     | 130      | 4              |
| Stati Uniti | Donald Young     | 165      | 5              |
| Australia   | Carsten Ball     | 182      | 6              |
| Francia     | Éric Prodon      | 189      | 7              |
| Argentina   | Mariano Puerta   | 192      | 8              |
| Stati Uniti | Scoville Jenkins | 202      | 9              |

- Ranking al 27 aprile 2009.

### Altri partecipanti
Giocatori che hanno ricevuto una wild card:
- Stephen Bass
- Nicholas Monroe
- Jesse Witten
- Fritz Wolmarans

Giocatori passati dalle qualificazioni:
- Ričardas Berankis
- Christopher Klingemann
- Tim Smyczek
- Adam Vejmělka (Lucky Loser)

## Campioni

### Singolare
Michael Russell ha battuto in finale  Alex Kuznetsov con il punteggio di 6–4, 7–6(6)

### Doppio
Carsten Ball /  Travis Rettenmaier hanno battuto in finale  Harsh Mankad /  Kaes Van't Hof con il punteggio di 7–6(4), 6–4